# Corynactis
Genre
Corynactis est un genre de cnidaires (animaux relativement simples, spécifiques du milieu aquatique).

## Liste des espèces
Selon World Register of Marine Species (27 mars 2014) :
- Corynactis annulata (Verrill, 1867)
- Corynactis australis Haddon & Duerden, 1896
- Corynactis caboverdensis (den Hartog, Ocaña & Brito, 1993)
- Corynactis californica Carlgren, 1936
- Corynactis caribbeorum (den Hartog, 1980)
- Corynactis carnea Studer, 1879
- Corynactis chilensis Carlgren, 1941
- Corynactis delawarei Widersten, 1976
- Corynactis denhartogi Ocaña, 2003
- Corynactis denticulosa (Le Sueur, 1817)
- Corynactis globulifera (Hemprich & Ehrenberg in Ehrenberg, 1834)
- Corynactis hoplites Haddon & Shackleton, 1893
- Corynactis mediterranea Sars, 1857
- Corynactis parvula Duchassaing & Michelotti, 1860
- Corynactis sanmatiensis (Zamponi, 1976)
- Corynactis viridis Allman, 1846

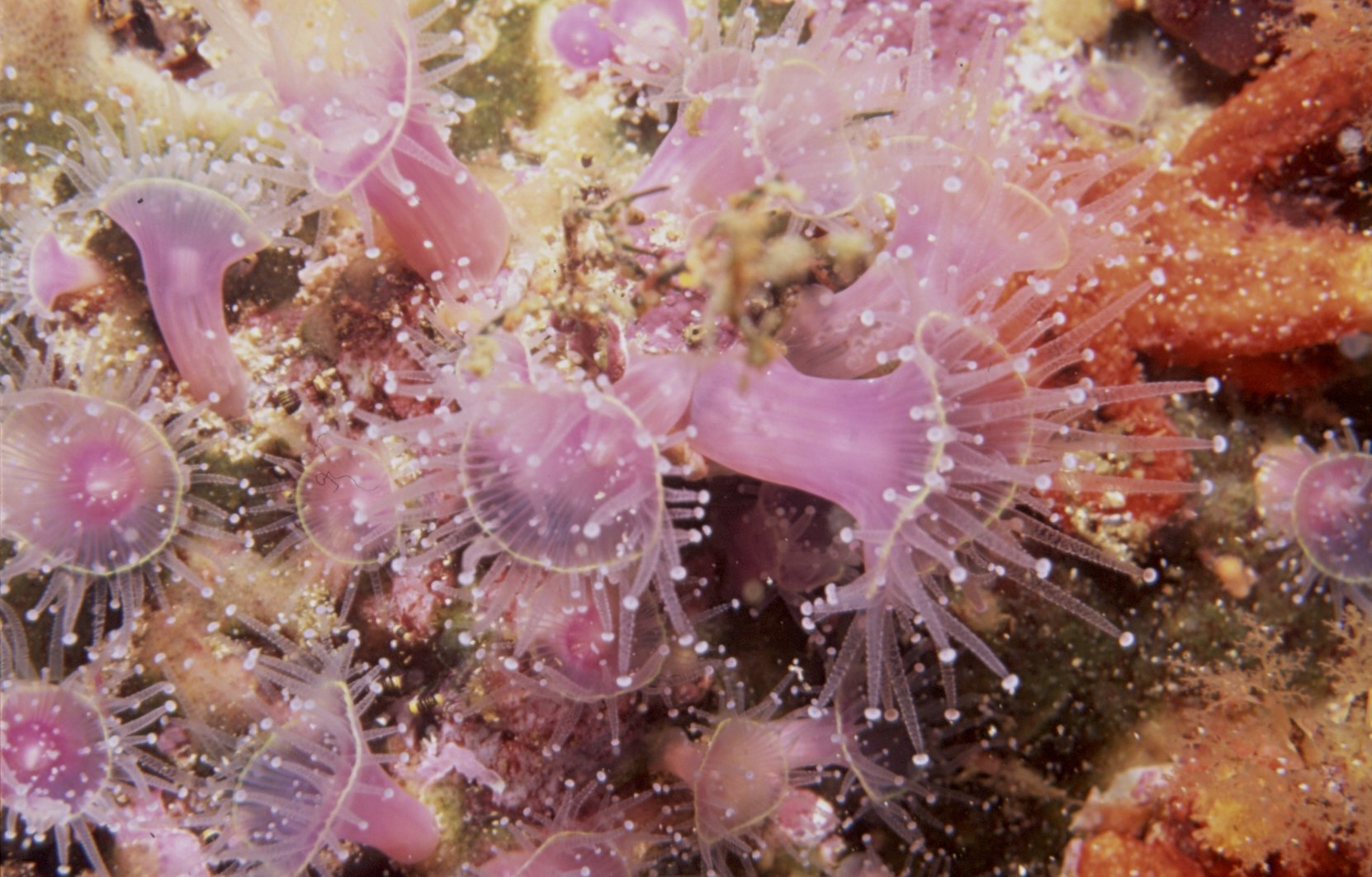
Corynactis annulata
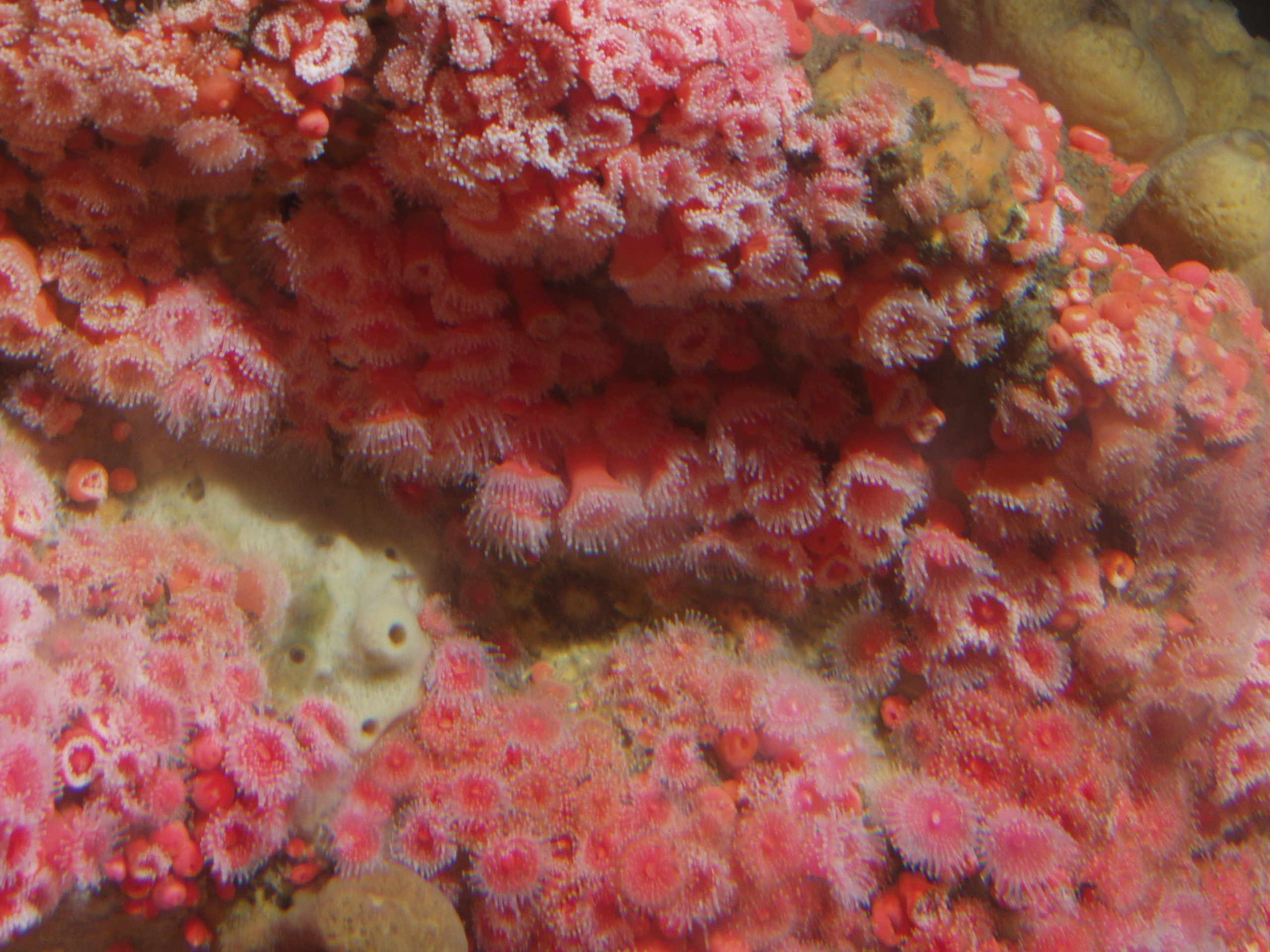
Corynactis californica
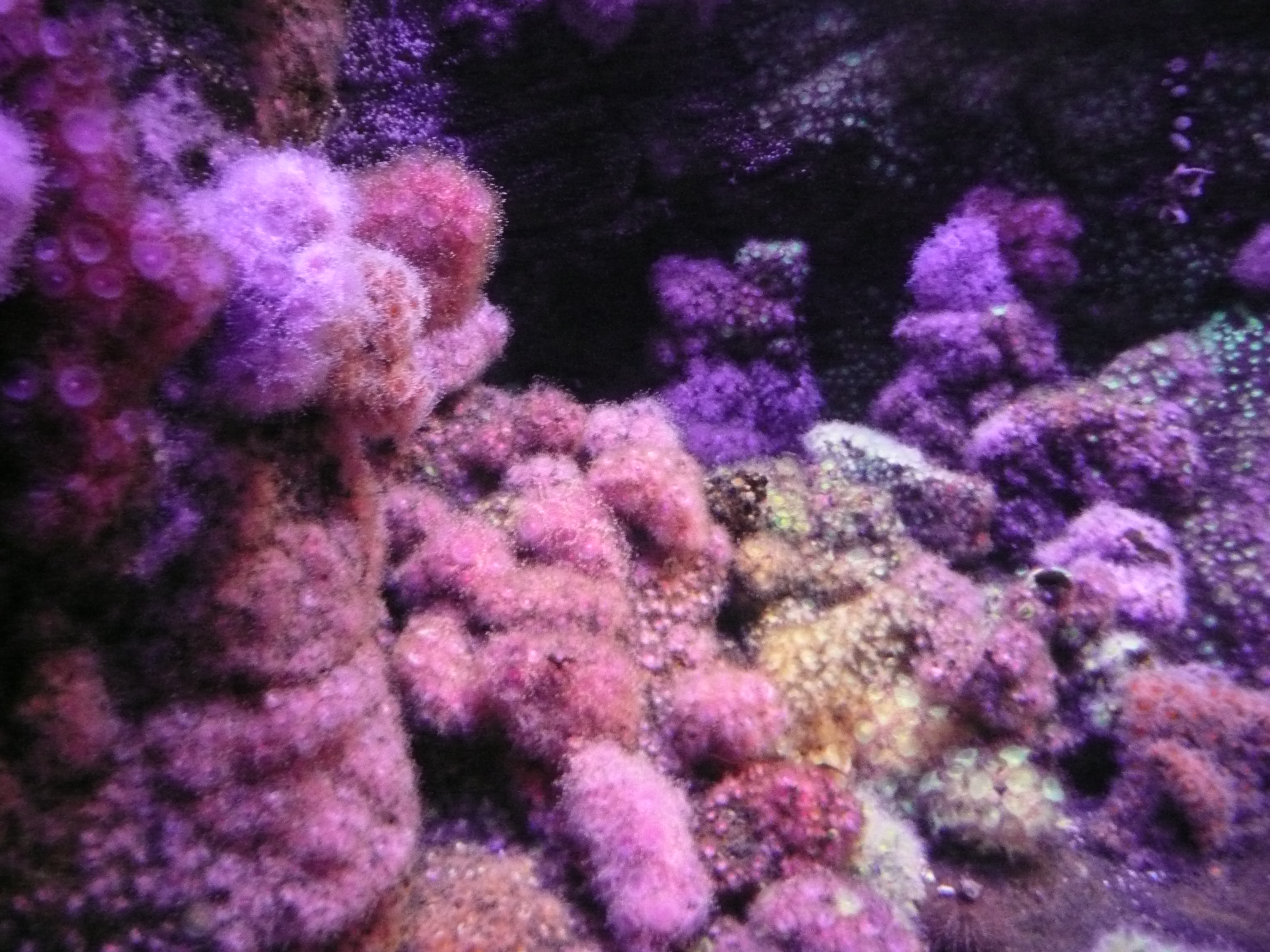
Corynactis viridis